# Joaquim de Campos Negreiros
Joaquim de Campos Negreiros, segundo barão de Cruz Alta (Piracicaba, 1826 — Jaú, 1893 ou 8 de abril de 1908) foi um nobre brasileiro.
Membro de família estabelecida no estado de São Paulo, com ramificações no Rio de Janeiro, era filho de Anna Campos Negreiros e José de Campos Negreiros. Nasceu em Piracicaba-SP. Casou no Rio de Janeiro a 13-9-1856, com aria Luísa Mendes Ribeiro, filha do Comendador (Cirurgião-Mór) Luiz Mendes Ribeiro e Maria Thereza de Oliveira Santos. Tiveram 5 filhos, e uma de suas filhas, Eugenia de Campos Negreiros casou com Mathias Gonçalves de Oliveira Roxo, filho do Barão da Guanabara. Uma outra filha, Maria Luiza, casou-se com Max Fleiuss.
Foi agraciado barão em 14 de junho de 1887.